# Aconitum wolongense
Aconitum wolongense är en ranunkelväxtart som beskrevs av Wen Tsai Wang. Aconitum wolongense ingår i släktet stormhattar, och familjen ranunkelväxter. Inga underarter finns listade i Catalogue of Life.